# Amel Bou Saâda
Pour les articles homonymes, voir ABS (homonymie) et Saada.
Maillots
Actualités
Dernière mise à jour : 17 avril 2020.
Le Amel Bou Saâda (en arabe : أمل بوسعادة), plus couramment abrégé en ABS, est un club algérien de football fondé en 1941 et basé dans la ville de Bou Saâda, dans la Wilaya de M'Sila.

## Histoire
Amel Bou Saâda a été fondé officiellement en 1941. 
Amel Bou Saâda évolue en Ligue 2 du championnat algérien depuis plusieurs saisons sans jamais obtenir l'accession en Ligue 1.

## Palmarès
| Compétitions nationales                                 | Compétitions de jeunes                                                                                               |
| ------------------------------------------------------- | --- |
| - DNA (2) : - Champion Gr. Centre : 2001-02 et 2012-13. | Espoirs - Coupe d'Algérie -21 ans : - Finaliste : 2015-16. Cadets - Coupe d'Algérie -17 ans : - Finaliste : 2017-18. |

## Personnalités du club

### Joueurs emblématiques
- Hocine Metref

## Structures du club

### Stade
Amel Bou Saâda joue ses matches a domicile dans le Stade Mokhtar Abdellatif.

#### Siège
Le Siège du Amel Bou Saâda se trouve a l'Avenue de l'ALN 28200 Bou Saâda, Wilaya de M'Sila.

## Culture populaire
Le Amel Bou Saâda est le club le plus populaire de la ville de Bou Saâda dans la Wilaya de M'Sila.